# Ernst Göppert
Ernst Göppert (* 4. Januar 1866 in Breslau; † 23. März 1945 in Marburg) war ein deutscher Mediziner.

## Leben und Wirken
Ernst Göppert besuchte bis 1885 das Wilhelms Gymnasium in Berlin und studierte anschließend Medizin in Heidelberg und Berlin. 1890 erlangte Göppert die Promotion zum Dr. med. und habilitierte 1895 in Heidelberg. Dazwischen war Göppert 1891 bis 1892 Assistent am Zoologischen Institut in Jena. 1892 wechselte er als Assistent an das Anatomische Institut in Heidelberg. Dort arbeitete er ab 1900 als außerordentlicher Professor für Medizin bis zu einem ersten Wechsel nach Marburg 1912. Im Jahr 1914 wechselte er erneut für eine ordentliche Professur nach Frankfurt/Main. Im Jahr 1919 siedelte er schließlich ganz an die Philipps-Universität Marburg über. Dort war er zugleich Direktor des Anatomischen Instituts und Professor für Anatomie. 1934 ging er in den Ruhestand, war aber noch bis 1943 kommissarischer Lehrstuhlinhaber für Anatomie in Marburg. Zugleich war er ab 1940 kommissarischer Direktor des Anatomischen Instituts in Frankfurt/Main.
Ernst Göppert war 1918/19 Dekan der Medizinischen Fakultät in Frankfurt/Main und 1922/23 in Marburg.
1904 wurde er in die Deutsche Akademie der Naturforscher Leopoldina aufgenommen.
Seine Eltern waren der Geheime Oberregierungsrat im Preußischen Kultusministerium Heinrich Robert Göppert und seine Frau Erika geb. Stimming (Tochter von Stimming).

## Werke
- Herausgeber des Morphologischen Jahrbuchs
- Der Kehlkopf von Protopterus annectens (Owen). Anatomische Untersuchung. In: Denkschriften der Medizinisch-Naturwissenschaftlichen Gesellschaft zu Jena, 11, (= Festschrift zum siebzigsten Geburtstage von Ernst Haeckel, Herausgegeben von seinen Schülern und Freunden), Fischer, Jena 1904, S. 115–132 (Digitalisat)
- Die Entwicklung des Mundes und der Mundhöhle mit Drüsen und Zunge, Jena 1906
- Geschichte der Erforschung des Blutkreislaufes und des Lymphgefäßsystems, Berlin 1926
- Die Wege des Blutes, Berlin 1926
- Mitherausgeber des Handbuchs der vergleichenden Anatomie der Wirbeltiere, Berlin 1931